# Крайцерска скорост
Крайцерска скорост, круизна скорост (калка от англ. cruise speed, разпространен е и русизмът крейсерска скорост), е скорост на движение на въздушен, морски или речен съд, автомобил или друго транспортно средство с минимален разход на гориво за километър изминат път; тази скорост позволява да се измине максимален пробег с фиксиран обем гориво.
В авиацията това е скоростта на хоризонталния (крайцерски) режим на полета, при който отношението между необходимата тяга и скоростта на полета има минимална стойност. С крайцерска скорост в авиацията обикновено се извършват рейсовете по авиомаршрутите. Основната част от полета се извършва на тази скорост, като различните режими на полета са основно при излитане, кацане и заемане на назначения от РВД ешелон. Тя представлява примерно 30 – 80% от максималната скорост и за гражданските въздушни съдове не превишава скоростта на звука (освен при пътническите авиолайнери „Concorde“ и „Ту-144“).
В зависимост от поставените задачи на полета са възможни и други режими на полета: с максимална, минимална, икономична скорост, а също и скорост при максимална продължителност на полета.
При леките автомобили крайцерската скорост обикновено се достига при включена най-високата предавка и педал на акселератора (газта) в положение близко до средното, макар този режим на движение да не е режимът с минимален разход на гориво на километър. Автомобилът ще е най-икономичен, ако пътуването се състои от редуващи се цикли „плавно ускоряване + пробег по инерция“. Разходът на гориво при извънградското шофиране се измерва именно на крайцерска скорост.